# Cheiracanthium excavatum
Cheiracanthium excavatum is een spinnensoort uit de familie Cheiracanthiidae.
De wetenschappelijke naam van de soort werd in 1920 gepubliceerd door William Joseph Rainbow.